# Thierry Hermès
Pour les articles homonymes, voir Hermès.
Thierry Hermès, né le 10 janvier 1801 à Krefeld et mort le 10 janvier 1878 à Neuilly-sur-Seine, est un chef d'entreprise français, fondateur de la marque de luxe française qui porte son nom. 
Issu d'une famille modeste, il s'établit à Pont-Audemer, en Normandie, où il apprend le métier de sellier harnacheur. En 1837, il s'installe à Paris et ouvre un atelier spécialisé dans la création de harnais pour chevaux, un domaine dans lequel il obtient une reconnaissance lors de l'Exposition universelle de 1867. À sa mort en 1878, son entreprise est déjà reconnue pour son excellence dans la sellerie de luxe.
La descendance de Thierry Hermès joue un rôle crucial dans le développement d'Hermès International, puisque lui succèderont son fils unique, Charles-Émile, et son petit-fils Émile-Maurice Hermès. Plus tard, les gendres d'Émile, notamment Robert Dumas, contribuent significativement à l'expansion d'Hermès. Hermès est dirigé depuis 2013 par Axel Dumas, membre de la sixième génération.

## Biographie

### Enfance et début de carrière
Thierry Dietrich Hermès naît le 10 janvier 1801 dans le département français de la Roer à Krefeld, près de Düsseldorf en Allemagne. Il est le sixième enfant d'un aubergiste protestant et d'une mère d'origine rhénane, Agnese Kuhnen,. Après la mort de ses parents en 1821, il s'installe quelques années à Pont-Audemer, en Normandie, ville réputée pour le travail des peaux. Il y entre comme apprenti chez un artisan sellier harnacheur.

### Hermès
Devenu maître artisan harnacheur sellier, Thierry Hermès regagne Paris en 1837 où il ouvre son premier atelier, au 56 rue Basse-du-Rempart (aujourd'hui disparue), près de l'église de la Madeleine. C'est à l'origine une manufacture de harnais, métier fondateur de l'entreprise Hermès.
L'idée de créer cette manufacture lui était venue lors d'un précédent voyage à Paris, après avoir constaté que les mouvements des chevaux utilisés à des fins de transport étaient entravés par des harnais mal dimensionnés. Thierry Hermès met alors au point des harnais à la fois robustes, confortables et épurés, qui seront récompensés lors de l’Exposition universelle de 1867. Dès lors, Thierry Hermès accède à une clientèle aisée et internationale, notamment le tsar Nicolas II.
Thierry Hermès meurt à Neuilly-sur-Seine en 1878. Cette année-là, la maison se distingue à l'Exposition universelle par une médaille d'or, deuxième au classement sur sept récompenses. Cela lui vaudra d'accéder à une clientèle aristocratique et internationale. Charles-Émile Hermès, son fils, reprend la direction de l'entreprise et étend ses activités à la sellerie. Il développe l’entreprise en lançant les lignes de maroquinerie et de bagage et l’installe au 24 rue du Faubourg Saint-Honoré.

## Descendance
Il n'a qu'un seul fils, Charles-Émile, et deux petits-fils, Adolphe et Émile-Maurice. Adolphe s'éloigne progressivement de l'entreprise familiale, permettant à Émile de prendre le contrôle en 1919 puis, trois ans après, de racheter les parts de son frère.
Par la suite, Émile Hermès et Julie Hollande, son épouse, n'ont que des filles : Yvonne (née en 1902), qui épouse Francis Puech ; Jacqueline (née un an après Yvonne), mariée à Robert Dumas ; et Aline (née en 1907), l'épouse de Jean-René Guerrand.
Émile s'associe avec ses trois gendres, qui contribueront à une descendance nombreuse. Les années 1930 voient les gendres jouer un rôle majeur dans le développement d'Hermès, apportant leur créativité. Robert Dumas est notamment le créateur des carrés de soie et du sac Kelly, tandis que Jean-René Guerrand se lance dans les cravates et les parfums en 1951  avec Eau d'Hermès ou Calèche.
C'est finalement Robert Dumas qui succède à Émile Hermès à sa mort en 1951. En 1978, Jean-Louis Dumas, fils de Robert, prend les rênes de l'entreprise, dont il augmente considérablement le chiffre d'affaires.
La maison Hermès est aujourd'hui dirigée par la sixième génération des descendants, en particulier Axel Dumas, neveu de Jean-Louis, qui en a repris les rênes en 2013. Beaucoup de ses membres occupent des postes de direction dans l'entreprise, comme Pierre-Alexis Dumas qui en est le directeur artistique ou Guillaume de Seynes, directeur général pôle amont et participations.

### Sources
- Yann Kerlau, « Les fondateurs : Thierry (1801-1878), Charles-Émile (1831-1917) et Émile (1871-1951) », dans Les dynasties du luxe, Paris, Perrin, 2016 (ISBN 9782262068202, lire en ligne), p. 293-304.
- Pierre Sommet, Sur les traces de Thierry Hermès. Une histoire franco-allemande par excellence, éditions Complicités, 2023.